# 放浪癖の星屑
『放浪癖の星屑』（ほうろうへきのほしくず）は、和の通算12作目のオリジナル・アルバム。
2023年6月21日にLILA MUSICから発売された。規格品番はLILA-004 。

## 解説
- 『SOUNDTRACKS』から6年1ヶ月ぶり。和名義では1枚目。橘いずみ、榊いずみ名義を含めると12枚目となるオリジナル・アルバム。

## 楽曲解説
- マーガレットは宇宙を見た
タイトルのマーガレットは科学者マーガレット・ハミルトンのこと
- HOME
メ〜テレドラマ『まかない荘2』主題歌

## 収録曲
| #         | タイトル                                | 作詞      | 作曲             | 編曲      | 時間  |
| --------- | --------------------------------------- | --------- | ---------------- | --------- | ----- |
| 1.        | 「まっさら」                            | 和        | 和               | 佐藤亙    | 4:03  |
| 2.        | 「WANDERLUST STARDUST（放浪癖の星屑）」 | 和        | 和               | 佐藤亙    | 4:07  |
| 3.        | 「人間ゲーム」                          | 和        | 和               | 佐藤亙    | 3:55  |
| 4.        | 「夏の涙」                              | 和        | 和               | 佐藤亙    | 4:02  |
| 5.        | 「マーガレットは宇宙を見た」            | 和        | 和               | 佐藤亙    | 5:58  |
| 6.        | 「HOME」                                | 榊いずみ  | 榊いずみ・佐藤亙 | 佐藤亙    | 3:56  |
| 7.        | 「ちょっと待ってBABY」                  | 和        | 和               | 佐藤亙    | 3:58  |
| 8.        | 「夜明け前」                            | 和        | 和               | 佐藤亙    | 4:40  |
| 9.        | 「心配性のネガティブポケット」          | 和        | 和               | 佐藤亙    | 4:16  |
| 10.       | 「NEW WORLD NEW DAY」                   | 和        | 和・佐藤亙       | 佐藤亙    | 4:05  |
| 合計時間: | 合計時間:                               | 合計時間: | 合計時間:        | 合計時間: | 43:00 |

## ミュージシャン
| まっさら - 和：Vocals,Chorus - 佐藤亙：Guitars,Keyboards,Chorus - 隅倉弘至：Bass - 末藤健二：Drums WANDERLUST STARDUST（放浪癖の星屑） - 和：,Vocals,Acoustic Guitar,Chorus,Percussion - 佐藤亙：Guitars,Keyboards,Chorus,Percussion - 隅倉弘至：Bass - 末藤健二：Drums 人間ゲーム - 和：Vocal,Chorus,Percussion - 佐藤亙：Guitar,Keyboards,Percussion - 隅倉弘至：Bass - 末藤健二：Drums 夏の涙 - 和：Vocals,Chorus - 佐藤亙 : Guitar,Keyboards,Percussion - 隅倉弘至：Bass - 末藤健二：Drums マーガレットは宇宙を見た - 和：Vocals,Chorus - 佐藤亙：Guitar,Keyboards,Percussion,Chorus | HOME - 和：Vocals,Chorus - 佐藤亙：Guitars,Keyboards,Chorus,Percussion&Clap - 岩槻昌子 : Keyboards,Chorus,Clap - 斎藤スグル：Bass,Clap - コジマカオル：Drums,Percussion&Clap - 柴由佳子：Violin ちょっと待ってBABY - 和：Vocals,Chorus,Percussion - 佐藤亙：Guitar,Bass,Keyboards - 森信行 : Drums 夜明け前 - 和: Vocals - 佐藤亙：Guitars,Bass,Keyboards - 森信行 : Drums 心配性のネガティブポケット - 和：Vocals,Acoustic Guitar,Chorus - 佐藤亙：Piano NEW WORLD NEW DAY - 和：Vocals,Percussion,Chorus,Guitar,Keyboards - 佐藤亙：Guitars,Keyboards,Percussion,Chorus - Chama : Bass - 末藤健二：Drums,Percussion |